# Tripa virada (periódico)
Tripa Virada foi um periódico semanal publicado em Lisboa sob a autoria de José Agostinho de Macedo em maio de 1823 contando apenas 3 números de publicação. Tratou-se de uma publicação polémica, escrita num tom irónico e mordaz, onde o autor ataca aqueles que considera inimigos: a maçonaria, o jornalismo liberal e a corrente liberal em si.